# 均安籃球隊
均安籃球隊，是香港的一支籃球隊，曾經四次奪得香港籃球聯賽甲一組冠軍。現時為香港籃球聯賽乙組參賽球隊。均安女子隊亦曾七次奪得女子甲組聯賽冠軍。

## 球隊歷史
均安籃球隊在1970及1980年代曾經雄霸香港籃球壇，先後四次贏得香港籃球聯賽甲一組冠軍
。
在1977年，均安首次奪得香港籃球聯賽甲一組冠軍。其後在1980年至1982年更連續三年贏得甲一組冠軍，成為香港籃球聯賽首支完成三連霸球隊。
不過，隨著思遠、威立、永倫等新興勁旅先後崛起，均安成績已大不如前，自此未能再躋身甲一組聯賽前四名，近年更淪落至乙組比賽。

## 女子隊
均安女子隊亦是香港籃壇勁旅，自1979年首次奪得女子甲組聯賽冠軍，至1988年間曾先後贏過六次女子甲組聯賽冠軍。2017年第七度封王，重奪失落近20年的女子甲組聯賽常規賽及總決賽冠軍。

## 球隊榮譽
- 香港籃球聯賽甲一組冠軍 四次(1977、1980、1981、1982年)
- 香港籃球聯賽甲二組冠軍 一次(1957-58年
- 香港籃球聯賽乙組冠軍 兩次(1954-55、1956-57、
- 香港籃球聯賽女子甲組冠軍 七次(1979、1980、1981、1984、1987、1988、2017)

## 著名球員
- 吳柱業、梁月明、程萬琦、吳京岸、嚴善俊

## 外部連結
- 香港籃球總會網頁（页面存档备份，存于）